# David Ajang
David Ajang (* 31. März 1970 in Zaria) ist ein nigerianischer Geistlicher und römisch-katholischer Bischof von Lafia.

## Leben
David Ajang besuchte ab 1982 das Saint John Vianney Minor Seminary in Barkin Ladi. Von 1987 bis 1990 studierte er Philosophie am Saint Thomas Aquinas Major Seminary in Makurdi und von 1990 bis 1994 Katholische Theologie am Saint Augustine’s Major Seminary in Jos. Ajang empfing am 3. Dezember 1994 das Sakrament der Priesterweihe für das Erzbistum Jos.
Von 1994 bis 1995 war David Ajang als Pfarrvikar der Pfarrei Saint James in Gombe tätig, bevor er Pfarrer der Pfarrei Saint Molumba in Nasarawa Eggon wurde. 1998 wurde Ajang Verantwortlicher für die Berufungspastoral im Erzbistum Jos und Pfarrvikar der Pfarrei Saint Theresa in Jos. Von 1999 bis 2001 war er Pfarrer der Pfarrei Immaculate Conception in Zaramaganda und Diözesanjugendseelsorger. Nachdem David Ajang kurzzeitig als Pfarradministrator der Kathedrale Our Lady of Fatima in Jos gewirkt hatte, wurde er 2002 für weiterführende Studien nach Rom entsandt. 2004 erwarb er an der Päpstlichen Universität Urbaniana ein Lizenziat im Fach Philosophie. Nach der Rückkehr in seine Heimat war Ajang als Ausbilder am Saint Augustine’s Major Seminary in Jos tätig, bevor er 2012 Pfarrer der Pfarrei Uganda Martyrs und Dechant des Dekanats Kuru sowie Mitglied des Konsultorenkollegiums wurde. Seit 2015 war David Ajang Kaplan des Gouverneurs des Bundesstaates Plateau sowie seit 2018 Pfarrer der Pfarrei Immaculate Conception und Dechant des Dekanats Zaramaganda.
Am 31. März 2021 ernannte ihn Papst Franziskus zum Bischof von Lafia. Der Apostolische Nuntius in Nigeria, Erzbischof Antonio Filipazzi, spendete ihm am 24. Juni desselben Jahres in der Kathedrale St. William in Lafia die Bischofsweihe; Mitkonsekratoren waren der Erzbischof von Jos, Matthew Ishaya Audu, und der Erzbischof von Abuja, Ignatius Ayau Kaigama.